# Warchały (jezioro)

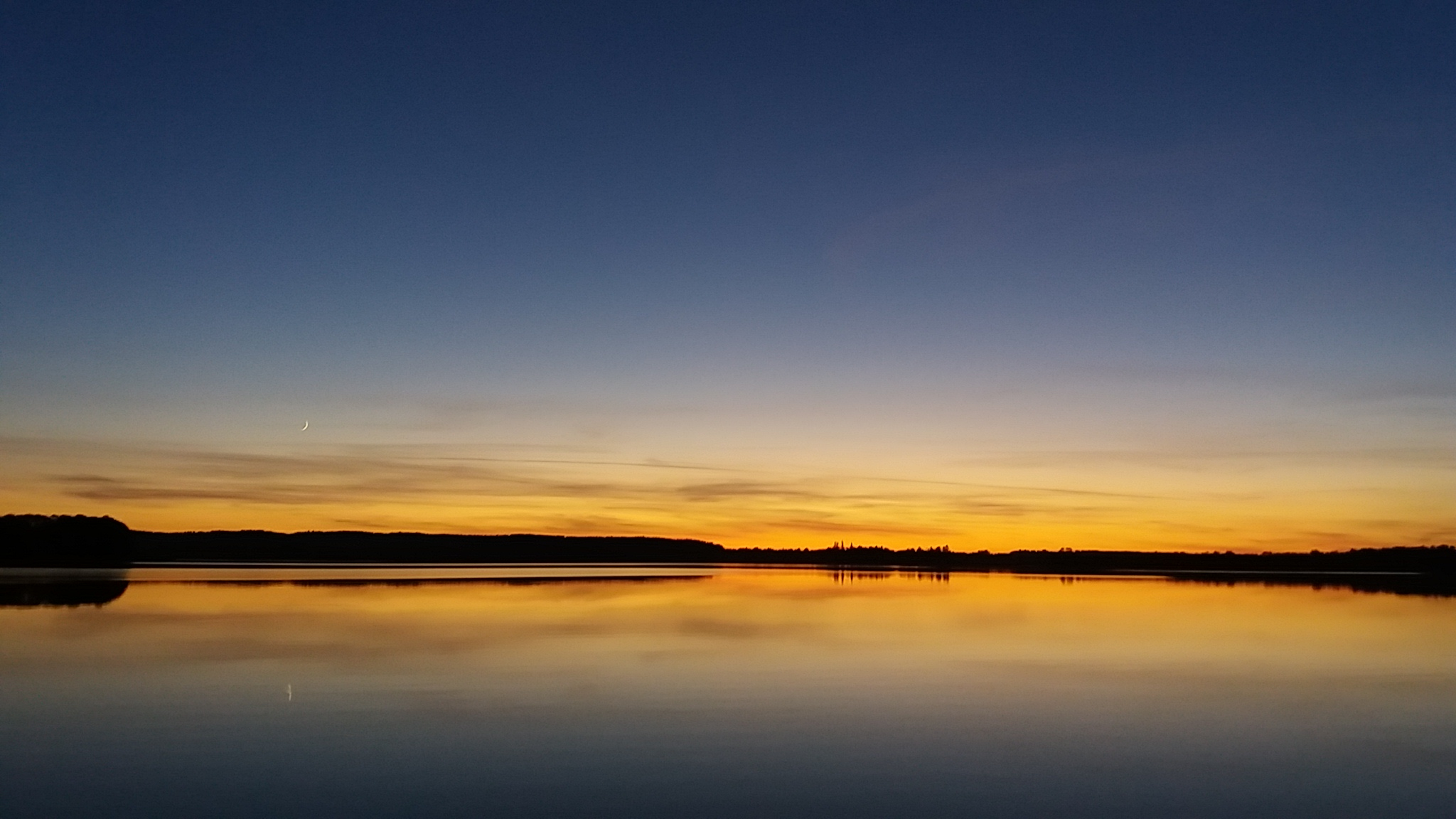
Jezioro Warchały

Warchały – jezioro w woj. warmińsko-mazurskim, w pow. szczycieńskim, w gminie Jedwabno.

## Hydronimia
Według urzędowego spisu opracowanego przez Komisję Nazw Miejscowości i Obiektów Fizjograficznych (KNMiOF) opublikowanego przez Główny Urząd Geodezji i Kartografii (GUGiK) i udostępnionego na stronach Komisja Standaryzacji Nazw Geograficznych (KSNG) nazwa tego jeziora to Warchały. Pod tą nazwą jezioro występuje też na mapach topograficznych. W niektórych publikacjach pojawiają się także nazwy Warchałdzkie Dłuzek oraz Dłużek, która to nazwa może mylnie wskazywać odległe o ok. 10 km jezioro Dłużek.

## Morfometria
Powierzchnia zwierciadła wody według różnych źródeł wynosi od 43,7 ha do 45,0 ha.
Zwierciadło wody położone jest na wysokości 132,6 m n.p.m. Średnia głębokość jeziora wynosi 6,2 m, natomiast głębokość maksymalna 15,4 m.

## Charakterystyka
Jest to jezioro typu leszczowego; hydrologicznie otwarte, połączone rowem z jeziorem Łaźnica.
Jezioro wydłużone z północnego zachodu na południowy wschód. Wzdłuż wysokich i dość stromych brzegów biegną drogi leśne. Na wschodnim brzegu dawniej pola uprawne, obecnie gęsta zabudowa letniskowa. Po niemiecku nazywane było Warchaller See lub Dluzek See. Woda bardzo czysta i przejrzysta. Możliwe nurkowanie. Typ jeziora - leszczowy. Wokół brzegów znajduje się kilka, utrzymanych pomostów wędkarskich.
Dojazd ze Szczytna do wsi Warchały: drogą krajową nr 58 w stronę Nidzicy. Z Warchał drogami gruntowymi w lewo. Prowadzą one wzdłuż jeziora i do osiedli domków letniskowych.